# Polycoccum clauzadei
Polycoccum clauzadei är en svampart som tillhör divisionen sporsäcksvampar, och som beskrevs av Père Navarro-Rosinés och Claude Roux. Polycoccum clauzadei ingår i släktet Didymocyrtis, och familjen Dacampiaceae. Arten är reproducerande i Sverige.